# Сероглазовская культура
Сероглазовская культура — археологическая культура Северного Прикаспия эпохи мезолита-неолита. Завершение существования культуры относится к IV тысячелетий до н. э.

## Локализация
Была распространена в Прикаспийской низменности на северном побережье Каспийского моря, от реки Урал до Кумо-Манычской впадины. Название дано в честь станции Сероглазово (Астраханская область), неподалёку от которой в ходе археологических раскопок были обнаружены следы этой культуры. Отдельные композиции находят прямые аналогии на Варфоломеевке в Саратовской области и Джангаре в Калмыкии. Синхронность Каир-Шака III и нижнего слоя Варфоломеевкой стоянки подтверждается совпадением состава палинологических комплексов. Также следы культуры прослеживаются в Волгоградской области (Орловская культура).

## Генезис
Происхождение культуры связывается с как с кавказским мезолитом, так и со стоянками Шанидар (Зарзийская культура: верхний горизонт 8 тыс. до н.э.).

## Экономика
В основе хозяйства – охота на кулана и лошадь.

## Материальная культура
На раннем этапе сероглазовская культура представлена памятниками памятники кугатского типа (Кугат 4 и Кулагайси-южное), на среднем — памятниками каиршакского типа (неолит), на позднем — тентексорского. 

### Керамика
На стоянках Каир-Шак I и Каир-Шак III в Красноярском районе Астраханской области керамические сосуды по форме распределяются на две группы с двумя вариантами каждая: баночные (открытые и закрытые) и профилированные (слабо и сильно). 71 % сосудов украшались прочерком с дополнением редких наколов. Орнамент сосудов геометричен, простейшие композиции — горизонтальные ряды прочерка, наколов или их сочетание. Сложные орнаменты включают треугольники, ромбы, шевроны. Сосуды плоскодонные, в тесте глины отмечены толченая раковина и растительная примесь. 

## Исчезновение
Исчезновение культуры связано с ухудшением климатических условий (завершение относительно теплого и влажного периода "неолитический субплювиал") и появлением засушливого климата. Во втором горизонте на стоянке Каиршак III палинологически установлено доминирование полыни (78%), что указывает на постепенное нарастание аридных условий к 7200 лет назад. На стоянке Каиршак III по органике в керамике получены радиоуглеродные даты — 7780±90, 7740±70, 7680±90, 7530±90 лет до настоящего времени.